# Modul smicanja
U nauci o materijalima, modul smicanja ili modul krutosti, označen sa G, ili ponekad S ili μ, mera je elastične smične krutosti materijala i definisan je kao odnos smičnog naprezanja i smične deformacije:
{\displaystyle G\ {\stackrel {\mathrm {def} }{=}}\ {\frac {\tau _{xy}}{\gamma _{xy}}}={\frac {F/A}{\Delta x/l}}={\frac {Fl}{A\Delta x}}}
gde je
{\displaystyle \tau _{xy}=F/A\,} = stres smicanja
{\displaystyle F} je sila koja deluje
{\displaystyle A} je površina na kojoj sila deluje
{\displaystyle \gamma _{xy}} = naprezanje smicanja. U inžinjerstvu {\displaystyle :=\Delta x/l=\tan \theta }, drugde {\displaystyle :=\theta }
{\displaystyle \Delta x} je transverzalni premeštaj
{\displaystyle l} je inicijalna dužina oblasti.
Izvedena SI jedinica za modul smicanja je paskal (Pa), iako se obično izražava u gigapaskalima (GPa) ili u hiljadama funti po kvadratnom inču (ksi). Njen dimenzionalni oblik je M1L−1T−2, zamenjujući silu masom puta ubrzanje.

## Objašnjenje
| Materijal  | Tipične vrednosti za modul smicanja (GPa) (na sobnoj temperaturi) |
| ---------- | ----------------------------------------------------------------- |
| Dijamant   | 478,0                                                             |
| Čelik      | 79,3                                                              |
| Gvožđe     | 52,5                                                              |
| Bakar      | 44,7                                                              |
| Titanijum  | 41,4                                                              |
| Staklo     | 26,2                                                              |
| Aluminijum | 25,5                                                              |
| Polietilen | 0,117                                                             |
| Guma       | 0,0006                                                            |
| Granit     | 24                                                                |
| Škriljac   | 1,6                                                               |
| Krečnjak   | 24                                                                |
| Kreda      | 3,2                                                               |
| Peščar     | 0,4                                                               |
| Drvo       | 4                                                                 |

Modul smicanja je jedna od nekoliko veličina za merenje krutosti materijala. Sve one proizilaze iz generalizovanog Hukovog zakona:
- Jangov modul E opisuje odgovor na naprezanje materijala izazvano jednoosnim naponom u pravcu ovog naprezanja (poput povlačenja krajeva žice ili stavljanja težine na vrh stuba, pri čemu žica postaje duža i stub gubi visinu),
- Poasonov odnos ν opisuje odgovor u pravcima koji su ortogonalni na ovo jednoosno naprezanje (žica postaje tanja, a stub deblji),
- modul stišljivosti K opisuje odgovor materijala na (ujednačeni) hidrostatički pritisak (poput pritiska na dnu okeana ili dubokog bazena),
- modul smicanja G opisuje reakciju materijala na napon smicanja (kao što je sečenje tupim makazama).

Ovi moduli nisu nezavisni, a za izotropne materijale su povezani preko jednačina
{\displaystyle E=2G(1+\nu )=3K(1-2\nu )}
Modul smicanja se odnosi na deformaciju čvrstog tela kada doživljava silu paralelnu jednoj od njegovih površina, dok njena suprotna strana doživljava suprotnu silu (kao što je trenje). U slučaju predmeta u obliku pravougaone prizme, on će se deformisati u paralelepiped. Anizotropni materijali kao što su drvo, papir, i takođe u suštini svi monokristali pokazuju različite reakcije materijala na naprezanje ili naprezanje kada se testiraju u različitim pravcima. U ovom slučaju, možda će biti potrebno da se koristi pun tenzorski izraz elastičnih konstanti, umesto jedne skalarne vrednosti.
Jedna moguća definicija fluida bi bila materijal sa nultim modulom smicanja.